# Mcconichthys longipinnis
Mcconichthys longipinnis è un pesce osseo estinto, appartenente ai percopsiformi. Visse nel Paleocene inferiore (circa 64 - 60 milioni di anni fa) e i suoi resti fossili sono stati ritrovati in Nordamerica.

## Descrizione
Questo pesce era di medie dimensioni, e poteva raggiungere una lunghezza di 40 centimetri. Era dotato di un corpo snello e affusolato, ma insolitamente alto appena prima della parte mediana del corpo, all'altezza dell'inserzione della pinna dorsale. Mcconichthys era caratterizzato da una testa appiattita, dal muso appuntito e dalle fauci ampie, rivolte leggermente all'insù. Gli occhi erano grandi. 
La pinna dorsale era di forma triangolare e piuttosto ampia, così come la pinna anale, posta obliquamente alla pinna dorsale. Le pinne pettorali e le pinne ventrali erano molto vicine le une alle altre, particolarmente ampie e a forma di ventaglio. In sostanza, quelle ventrali erano avanzatissime, e si inserivano appena dietro il capo. La pinna caudale era grande e decisamente biforcuta. 

## Classificazione
Mcconichthys è un genere di pesci paracantotterigi che a lungo è stato considerato vicino all'origine sia dei gadiformi (il gruppo a cui appartengono i merluzzi) sia dei lofiiformi e dei batracoidiformi (rane pescatrici e pesci rospo). Più di recente, alcune revisioni hanno messo in luce le parentele con il piccolo gruppo dei percopsiformi, di cui sono attualmente noti pochi generi, tra cui Percopsis. Mcconichthys è stato in ogni caso ascritto a una famiglia a sé stante (Mcconichthyidae). Sembra che fosse un membro più derivato dell'arcaico Lindoeichthys, del Cretaceo superiore.
Mcconichthys longipinnis venne descritto per la prima volta da Lance Grande nel 1988, sulla base di un resto fossile ben conservato rinvenuto nella formazione Tullock in Montana (USA), in terreni risalenti al Paleocene inferiore.

## Paleoecologia
Mcconichthys era un pesce d'acqua dolce che probabilmente si nutriva almeno in parte di piante acquatiche.